# Gayah
Gayah est une ville et une sous-préfecture de Guinée, rattachée à la préfecture de Mali et la région de Labé.

## Culture et patrimoine
La sous-préfecture a des sites touristiques notamment :
- le haut fourneau de Gaya au centre de Gayah ;
- la grotte de Gaya à 1 km du centre en partant pour Hôlo ;
- la Chute de Tantou à Hôlo.
- Mont Dougaya

## Population
En 2016, le nombre d'habitants est estimé à 14 078, à partir d'une extrapolation officielle du recensement de 2014 qui en avait dénombré 13 163.

## Situation géographique
Gayah est à la limite entre Mali centre au nord-est, Madina Wora a ouest et Lébékeré au Nord.

## Éducation

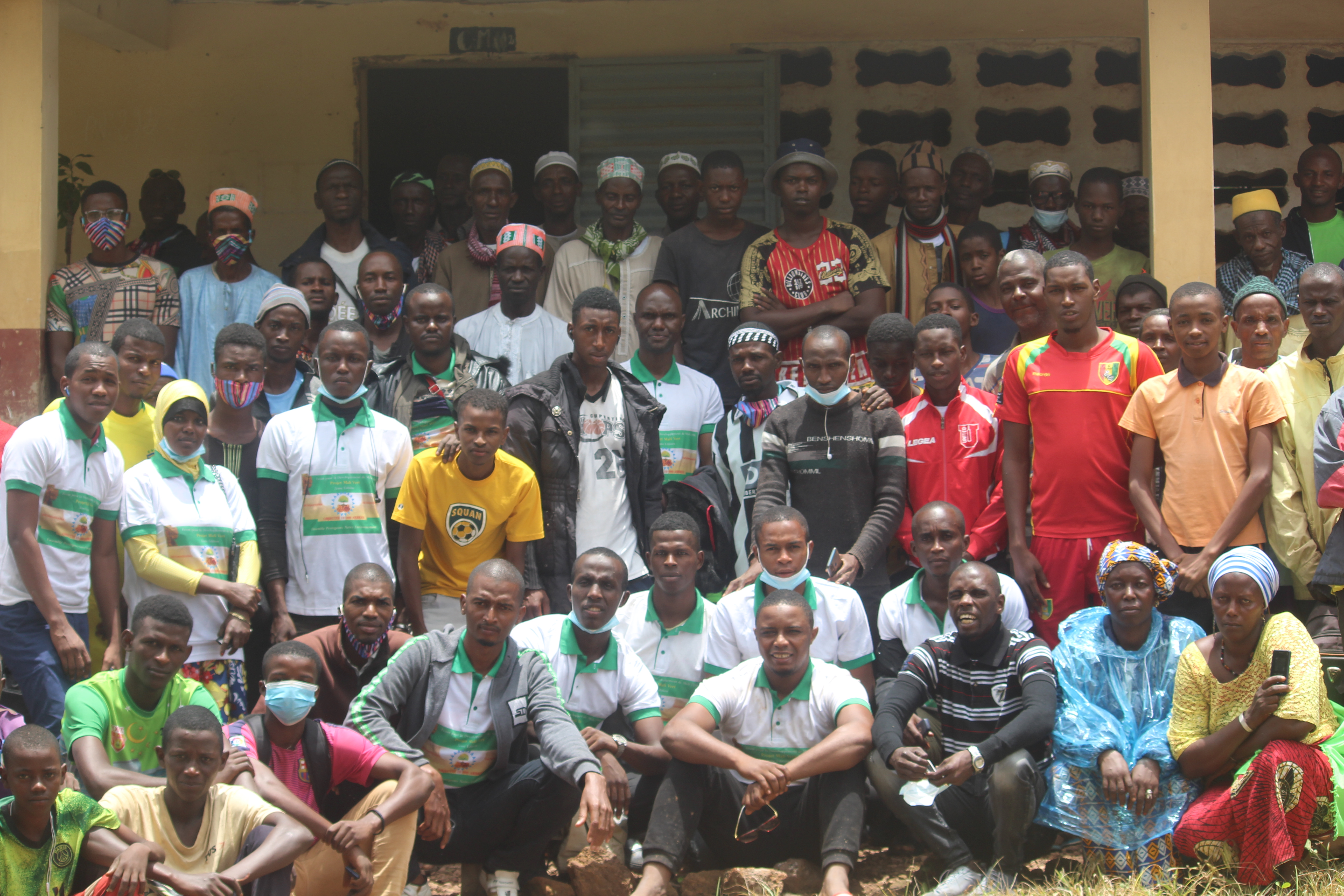
Sensibilisation de la population au reboisement à l'école primaire de Gayah centre en 2021 par le FDM

La sous-préfecture dispose de 20 écoles primaire, public, communautaire et un franco-arabe a feto koli, plus le collèges situé a Gayah centre.
| District     | Ecole primaire                                                      | Colleges     | Lycée |
| ------------ | ------------------------------------------------------------------- | ------------ | ----- |
| Gayah Centre | Gayah centre, Kaouma, Darabotiri, Banani, conma                     | Gayah Centre | Aucun |
| Hôlo         | Hôlo centre, kolossi, gnassagala, Dar salam, goungoumé              | Aucun        | Aucun |
| Demougayah   | Demougayah centre, Thiabé, petel selé, dounkiwouy et bourouwal peti | Aucun        | Aucun |
| Darabeli     | darabeli centre, Karan, Dara labé, Sempé et kila                    | Aucun        | Aucun |
| Ceou         | Ceou centre, feto koli (école franco arabe)                         | Aucun        | Aucun |

## Santé
La sous-préfecture dispose d'un seul centre de santé à Gayah centre et des postes de santé disproportionnés par district.

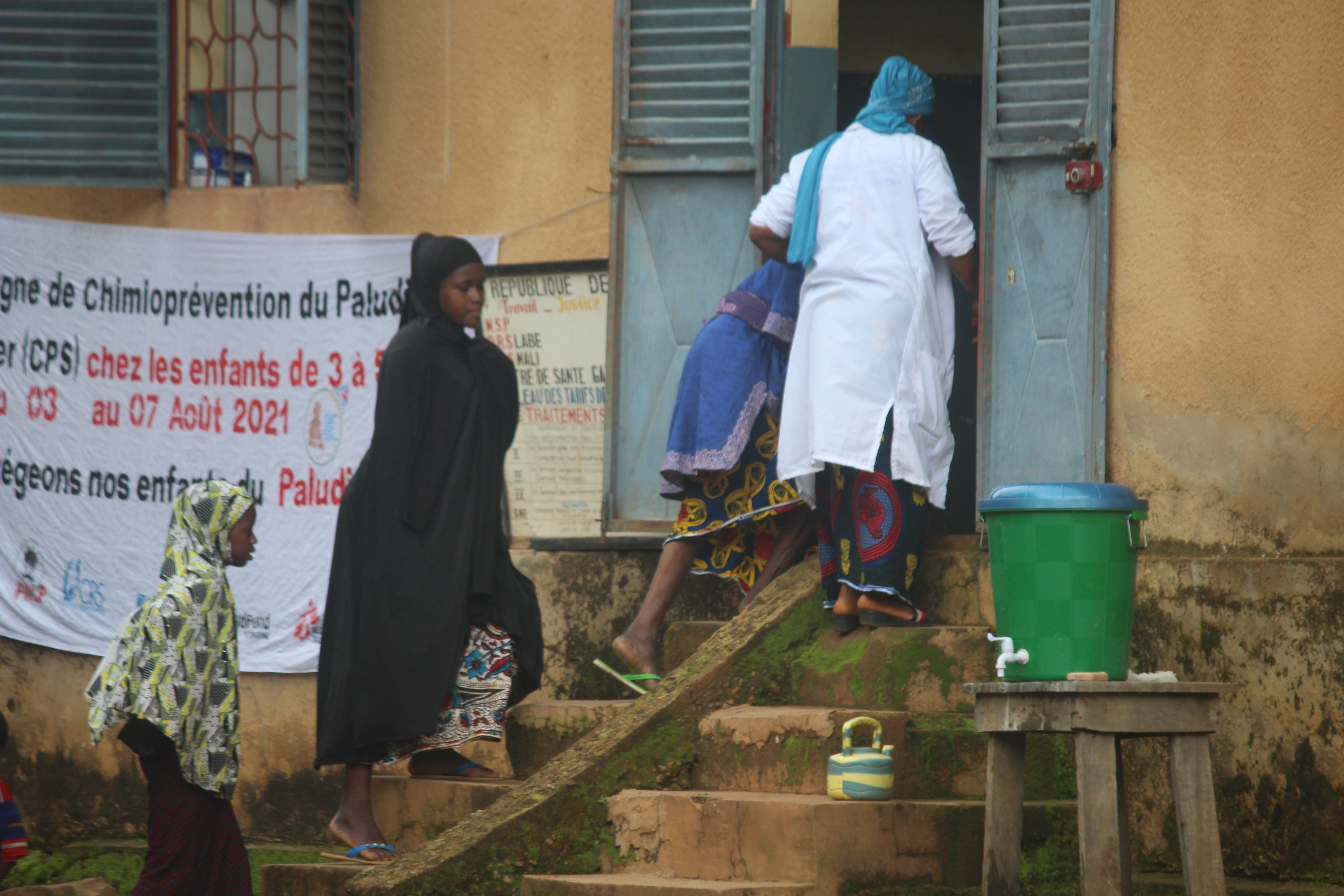
Patient au centre de Santé de Gayah, Guinée

| Districts    | Poste de Santé                        | Centre de Santé    |
| ------------ | ------------------------------------- | ------------------ |
| Gayah Centre | PS de Kaouma                          | CS de Gayah Centre |
| Hôlo         | PS a Hôlo                             | Aucun              |
| Demou gayah  | PS a Demougayah, PS à Sewou           | Aucun              |
| Darabeli     | Ps Hamdallaye, PS Dara labé, PS Sempé | Aucun              |
| Ceou         |                                       | Aucun              |

## Agriculture
L’agriculture comprend la culture du maïs, fonio, riz, manioc, arachide, etc. En plus de cella la sous-préfecture dispose de 3 gardiens communautaire a Kaouma avec des acajou.

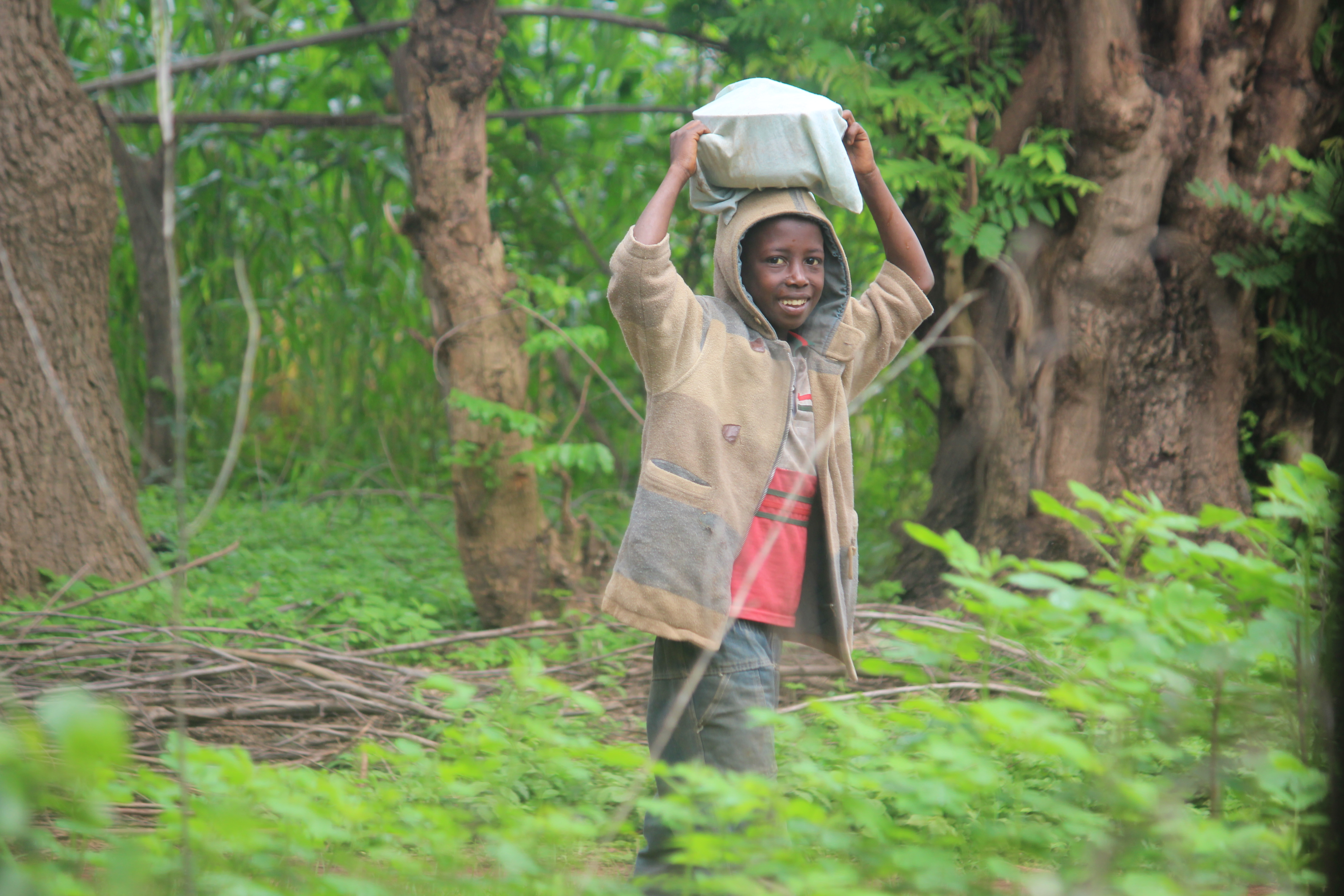
Enfants de Gayah transportant le repas au champ

## Climat et Végétation
Le climat est caractérisé par l’alternance de deux saisons distinctes, la saison des pluies qui s’étend de mai à octobre, et la saison sèche de novembre à avril. La température moyenne varie entre 16,3 °C et 21,1 °C. Parfois on enregistre des températures journalières de 30 °C. Un brouillard épais devenu légendaire par son opacité apporte sa note saisonnière.

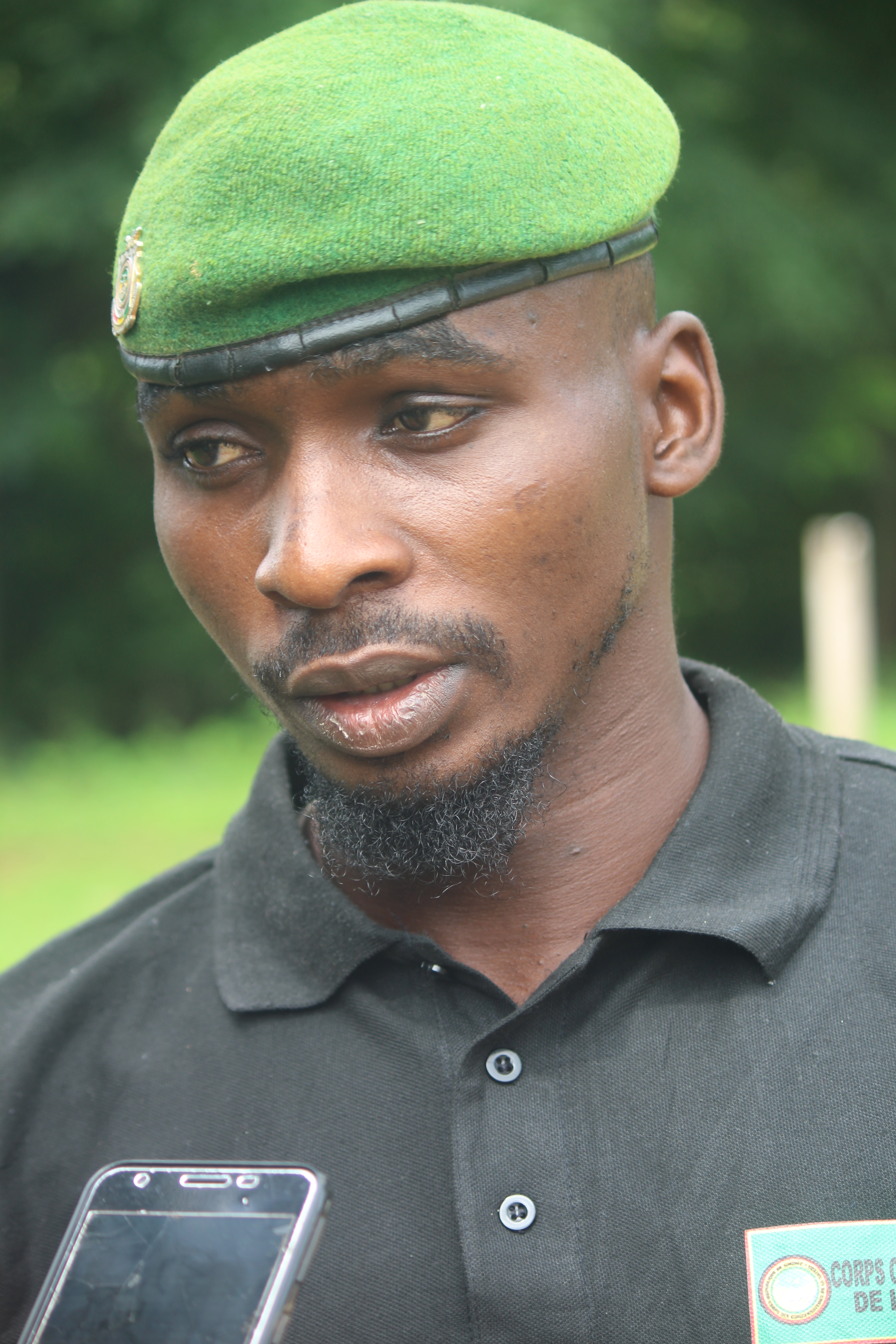
Un garde forestier à Gayah

Il y a une foret communautaire avec arbres forestiers sur 40 hectare pour sécuriser des karités situé à Kilin entre Gayah, Conma et Banani.

## Subdivision administrative

### Districts
La sous-préfectures compte 5 district dont Gayah centre, Hôlo, Demougayah, Darabeli et Ceou

## Sport
La sous-préfecture ne pratiques que le football et la natation au bord des marigots

## Galerie

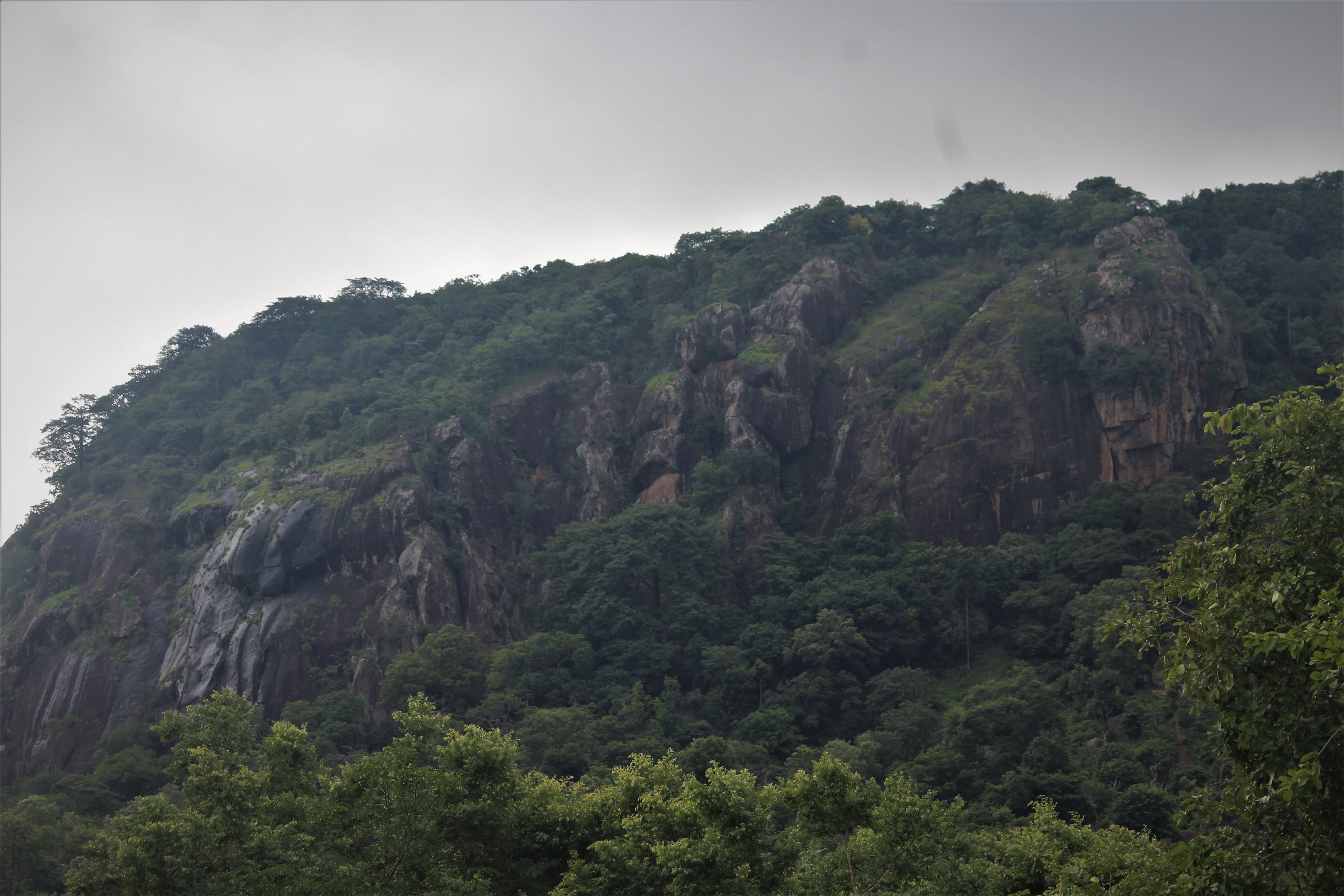
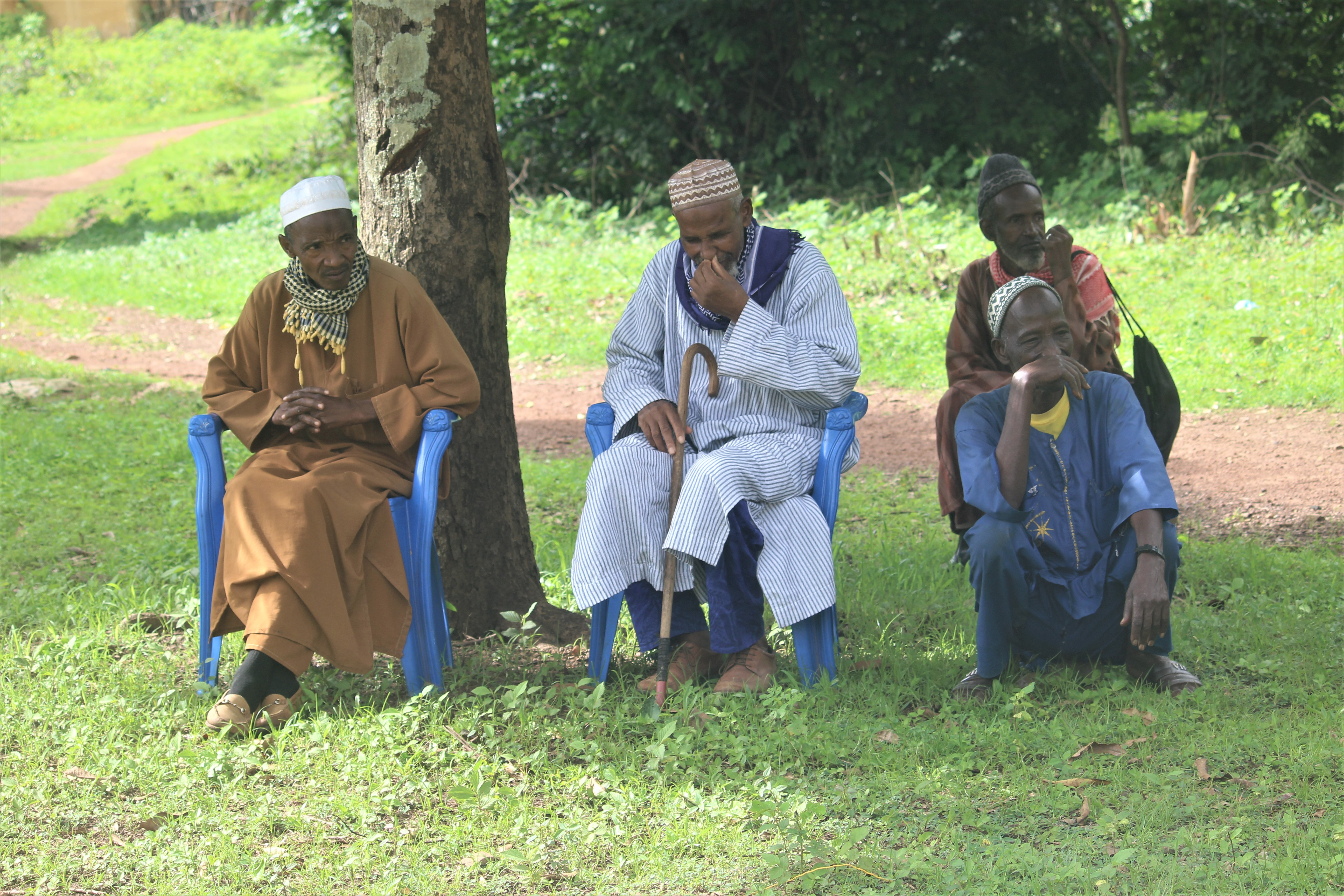
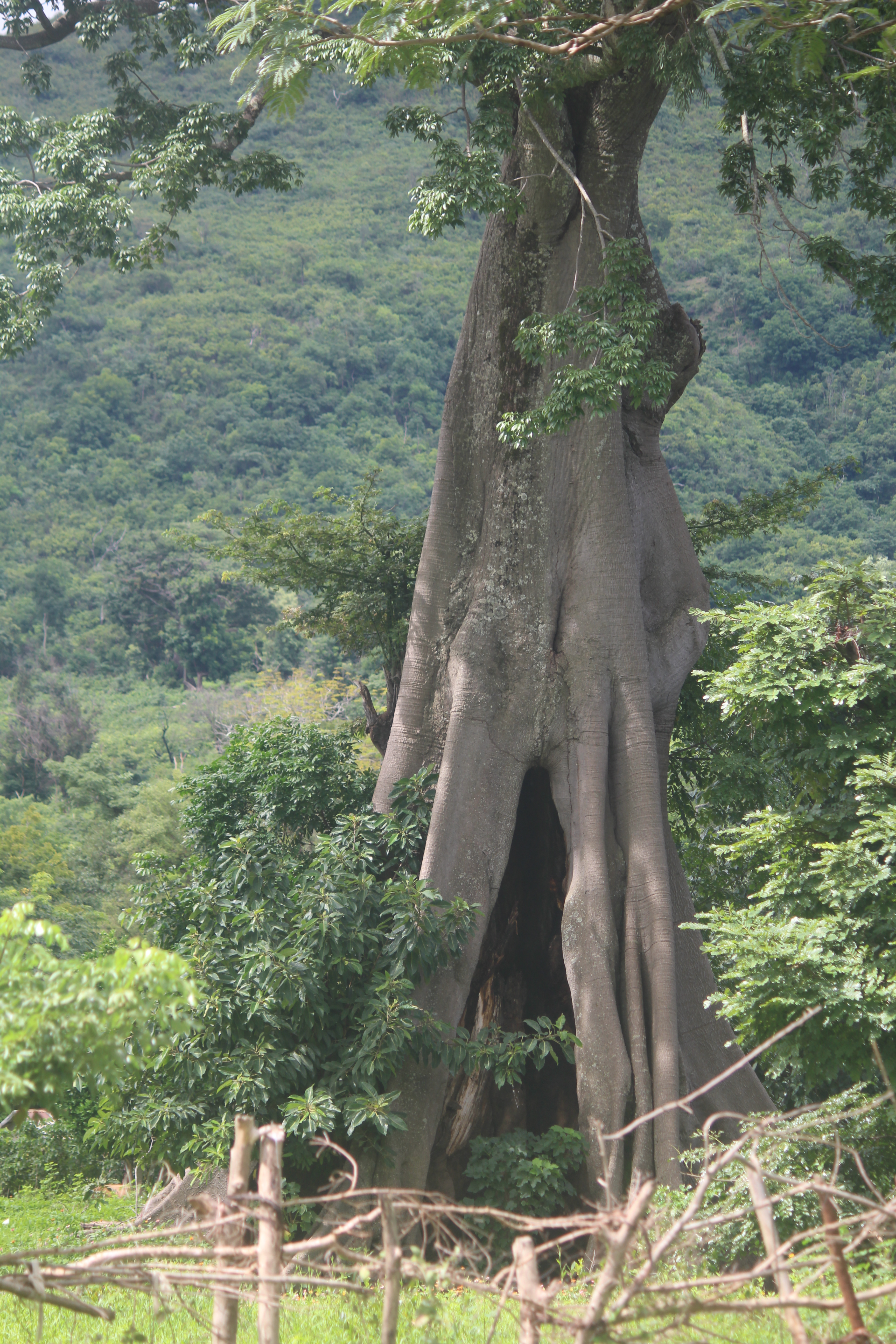